# Stylidium diversifolium
Stylidium diversifolium är en tvåhjärtbladig växtart som beskrevs av Robert Brown. Stylidium diversifolium ingår i släktet Stylidium och familjen Stylidiaceae. Inga underarter finns listade i Catalogue of Life.